# Râul Valea Iadului, Valea Mare
Râul Valea Iadului este un curs de apă, unul din cele două brațe care formează râul Valea Mare. 